# 8903 Paulcruikshank
8903 Paulcruikshank è un asteroide della fascia principale. Scoperto nel 1995, presenta un'orbita caratterizzata da un semiasse maggiore pari a 2,6042235 UA e da un'eccentricità di 0,1558150, inclinata di 13,21377° rispetto all'eclittica.